# Quezon (Palawan)
Quezon ist eine philippinische Stadtgemeinde in der Provinz Palawan, in der Verwaltungsregion IV-B, Mimaropa. Sie hat 60.980 Einwohner (Zensus 1. August 2015), die in 14 Barangays lebten. Sie wird als Gemeinde der ersten Einkommensklasse auf den Philippinen und als teilweise urbanisiert eingestuft. 
Die Topographie der Gemeinde ist gekennzeichnet durch gebirgiges Terrain. Teile des Mount Mantalinganhan Protected Landscape liegen auf dem Gebiet der Gemeinde. Im Südwesten der Gemeinde liegen die Tabon-Höhlen, in denen Überreste der ersten Menschen, die auf Palawan siedelten, gefunden wurden. Ihre Nachbargemeinden sind Aborlan im Nordosten, Narra im Osten, Rizal im Westen, Brooke’s Point und Sofronio Española im Süden. 
In der Gemeinde befindet sich ein Campus der Western Philippines University.

## Baranggays
- Alfonso XIII
- Aramaywan
- Berong
- Calumpang
- Isugod
- Quinlogan
- Maasin
- Panitian
- Pinaglabanan
- Sowangan
- Tabon
- Calatagbak
- Malatgao
- Tagusao

## Weblink
- Informationen der Philippine Statistics Authority über Quezon